# 海尔特·福尔迈伊
海尔特·J·福尔迈伊（英語：Geerat J. Vermeij，1946年9月28日—）是一位美籍荷兰裔古生物学家，现为加利福尼亞大學戴維斯分校地质学教授。福尔迈伊1946年9月28日出生在荷兰格罗宁根省薩珀梅爾，三岁失明，后随家人移民美国新泽西，1968年普林斯顿大学获得本科学位，1971年在耶鲁大学获得生物学和地质学博士学位，1975年获古根海姆獎，1992年获麦克阿瑟奖，2021年当选美国文理科学院院士。主要作品有自传《无与伦比的手》（Privileged Hands）、专著《贝壳的自然史》（A Natural History of Shells）等。